# هارولد ليفيت
هارولد ليفيت (بالإنجليزية: Harold Leavitt) هو عالم نفس أمريكي، ولد في 14 يناير 1922 في لين في الولايات المتحدة، وتوفي في 8 ديسمبر 2007 في باسادينا في الولايات المتحدة بسبب تليف رئوي.